# Kenwyne Jones
Kenwyne Jones (* 5. říjen 1984, Point Fortin) je fotbalový útočník z Trinidadu a Tobaga, mezi lety 2010 až 2014 hrající za Stoke City.
Svoji kariéru začal v roce 2002 v klubu Joe Public, ze kterého v tom samým roce přestoupil do dalšího trinidadského klubu W Connection FC. V roce 2004 začal hrát v Anglii jako hráč klubu Southampton. Mezi roky 2007 a 2010 hrál za FC Sunderland, mezi lety 2010 až 2014 byl hráčem za Stoke City.